# Boogeyman - L'uomo nero
Boogeyman - L'uomo nero (Boogeyman) è un film horror del 2005, diretto da Stephen Kay.
Il tema trattato è quello, tipico delle paure infantili, dell'uomo nero nascosto nell'armadio (appunto "Boogeyman" in inglese). Non vi sono scene splatter, ma è un film basato sulla tensione psicologica.
La pellicola ha avuto due sequel: Boogeyman 2 - Il ritorno dell'uomo nero nel 2007, e Boogeyman 3 nel 2008.

## Trama
Tim è un giovane giornalista di un giornale universitario e, nonostante conduca una vita apparentemente normale, continua a soffrire per un trauma subito nell'infanzia. Tim infatti ha una paura insormontabile del buio, dopo che quindici anni prima ha assistito all'omicidio del padre, ucciso da una creatura ignota. Si tratta di Boogeyman, l'uomo nero.
Dopo anni, il suo psicanalista si vede costretto a dirgli di ritornare nella casa paterna, dove dovrà scoprire se quello che vide quindici anni prima era reale o solo una sua fantasia di bambino. In seguito alla morte della madre, vi torna per recuperare gli oggetti materni, ma è qui che Boogeyman tornerà a manifestarsi: attraverso salti spazio-temporali (non meglio chiariti nella pellicola) esso può manifestarsi nella vecchia casa di Tim, come nella stanza di motel dove lui e la fidanzata Jessica cercano un po' d'intimità, e altrettanto nella casa dell'amica d'infanzia Kate.
Tim, uscito per pochi minuti dalla stanza del motel, vi ritorna solo per scoprire la scomparsa di Jessica: comincia dunque a inseguire Boogeyman attraverso i suoi "portali", coinvolgendo la scettica Kate (che inizialmente lo crede pazzo) e ricevendo l'inatteso aiuto del fantasma di una bambina rapita dall'essere malvagio 20 anni prima. Nel frattempo, però, Boogeyman rapisce anche lo zio di Tim, nella vecchia casa dei fatti di 15 anni prima: tornato lì con Kate, Tim affronta e sconfigge l'essere. Il film qui si conclude, senza però dare alcuna spiegazione sulla fine fatta dalle vittime di Boogeyman (svariati bambini, fidanzata, padre e zio di Tim).